# Knäckform

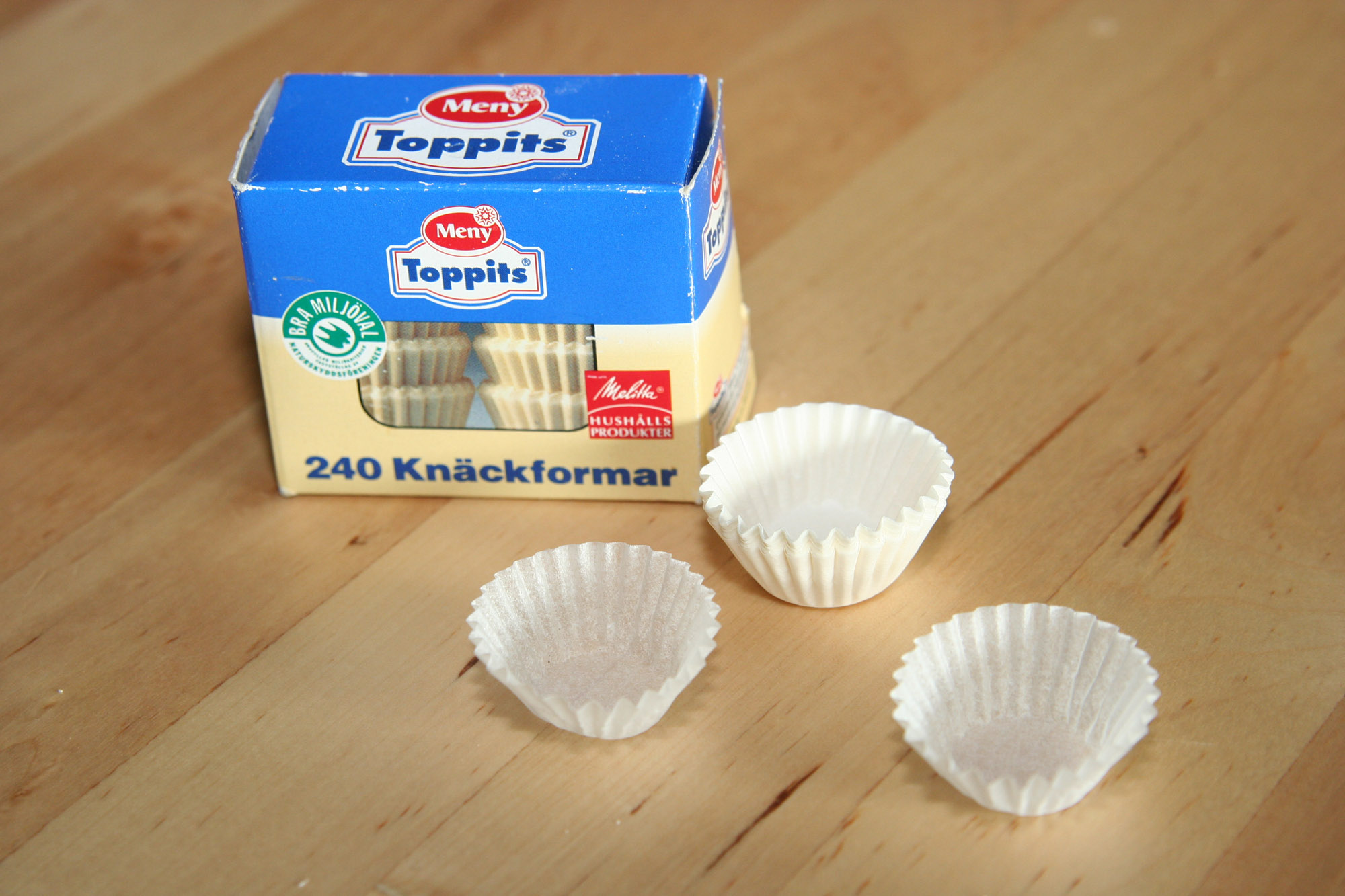
Knäckformar

Knäckformar är små veckade formar som lämpar sig utmärkt för knäck. Finns både färgade och ofärgade, mönstrade och omönstrade. Formarna ska dock inte förväxlas med ischokladformar, då dessa brukar bestå av folie medan knäckformarna snarare består av smörpapper. Större formar kallas bakformar och används till bakverk såsom vissa bullar.
Tomma formar kan även användas för att stearinljus ska stå stadigt i ljusstakarna.
Ordet "knäckform" finns belagt i svenska språket sedan åtminstone 1950.